# Aethiopella
Genre
Aethiopella est un genre de collemboles de la famille des Neanuridae.

## Liste des espèces
Selon Checklist of the Collembola of the World (version du 19 octobre 2019) :
- Aethiopella africana (Delamare Deboutteville, 1945)
- Aethiopella ariana Najt, Thibaud & Weiner, 1990
- Aethiopella basilewskyi (Salmon, 1956)
- Aethiopella caraibensis Thibaud & Massoud, 1983
- Aethiopella condei Massoud, 1963
- Aethiopella delamarei Arlé, 1960
- Aethiopella flavoantennata (Philiptschenko, 1926)
- Aethiopella guineensis Handschin, 1942
- Aethiopella handschini (Denis, 1924)
- Aethiopella jeanneli Massoud, 1963
- Aethiopella kuolo Christiansen & Bellinger, 1992
- Aethiopella littoralis Fernandes & de Mendonça, 2003
- Aethiopella machadoi Massoud, 1963
- Aethiopella maculata (Delamare Deboutteville, 1945)
- Aethiopella mandibulata (Delamare Deboutteville, 1945)
- Aethiopella mangenoti Massoud, 1963
- Aethiopella pedifalx (Salmon, 1956)
- Aethiopella pilarandresae Palacios-Vargas & Montejo-Cruz, 2014
- Aethiopella ricardoi da Paz, Queiroz & Bellini, 2019
- Aethiopella silvestris Najt & Weiner, 1997
- Aethiopella tournieri Delamare Deboutteville, 1950
- Aethiopella ugandensis Salmon, 1954
- Aethiopella villiersi Massoud, 1963

## Publication originale
- Handschin, 1942 : Materialien zur Revision der Collembolen. Die Gattung Ceratrimeria C.B. sensu Womersley. Verhandlungen der Naturforschenden Gesellschaft in Basel, vol. 53, p. 265-284.